# Candice Glover
Candice Rickelle Glover (nacida el 22 de noviembre de 1989) es una cantante estadounidense de R & B  que ganó la duodécima temporada de American Idol. Glover es la primera mujer ganadora de la serie desde Jordin Sparks ganó en 2007, el cuarto ganador afroamericano en la historia de American Idol, el único ganador en haber audicionado tres veces antes de ser lanzado a los shows en vivo y la mejor cantante nunca antes vista en cualquier competencia de canto, siendo rápidamente elogiada por sus excelentes ejecuciones de Melismas y "runs" a través de sus presentaciones. Su álbum debut Music Speaks se lanzó el 18 de febrero de 2014, alcanzando el número 14 en el Billboard 200.

## Primeros años
Glover nació en Beaufort, Carolina del Sur, de John y Carole Glover. Es la mayor de siete hermanos Se graduó de la Beaufort High School en 2008 Antes de Idol, Candice era insegura y luchó con su peso. En una entrevista, ella dijo que tenía que tener el asesoramiento en la escuela a causa de sus problemas de inseguridad.